# 차경복
차경복(1937년 1월 10일 ~ 2006년 10월 31일)은 대한민국의 축구 감독이다. 호(號)는 산남(山南).

## 생애
전라북도 정읍시 출신으로 중동고등학교 졸업을 거쳐 경희대학교를 학사 학위하였다.
1959년 제1회 AFC 아시아 청소년대회에 대한민국 U-20 축구 국가대표팀으로 참가해 팀의 대회 첫 우승에 기여하였다.
대학 졸업 후 기업은행 축구단에서 축구선수로 활동하였고, 1964년 하계 올림픽에 참가했으며, 1984년 하계 올림픽 축구 결승 부심을 맡기도 하였다. 1967년 경희대학교 코치로 재직하면서 축구 지도자로서의 길을 걷게 되었다. 1969년에 기업은행 축구단의 코치가 되었고, 1973년에는 감독이 되었다. 1984년 하계 올림픽 축구 결승의 부심을 맡아 심판으로도 활동하였다.
1984년 인천대학교 축구단 감독으로 선임되었고, 그 후 1985년 하계 유니버시아드대회 심판으로 활약한 바 있다. 이후 1985년 9월부터 1993년까지 경희대학교 축구단의 감독을 지냈다. 1994년 11월 전북 다이노스 창단감독으로 부임하여 K리그에 데뷔하였으며 건강문제 탓인지 1996년을 끝으로  감독직에서 물러났다. 1998년 9월에는 천안 일화 감독으로 선임되어 2004년 12월까지 7년 동안 감독으로 맹활약하며, 2001년부터 2003년까지 성남 일화의 리그 3연속 우승을 이끌었다. 그러나 2004년 12월 1일 AFC 챔피언스리그 2004 결승전 2차전에서 사우디아라비아의 강팀 알이티하드의 홈 경기에서 0:5로 대패한 뒤 감독직을 사임하였다.
은퇴한 이후 한국축구지도자협의회 공동회장으로 활동하였고, 대한축구협회 기술위원장과 심판위원장을 지냈다. 그리고 2004년부터 예원예술대학교 스포츠레저학과 객원교수로서 학생들을 가르치는 등 활발하게 활동하였다.
축구계의 발전에 기여한 공로가 인정되어 2001년 K리그 감독상을 수상하였으며, 3시즌 연속 우승을 이끌어 2003년 AFC 아시아 올해의 감독상도 수상하였다. 또 2010년에 AFC 황금공로상이 추서되었다.
2006년 5월 루게릭병에 걸려 투병 생활을 하다 2006년 10월 31일 향년 70세의 나이로 사망했다.

## 학력사항
- 중동고등학교

- 경희대학교

## 수상

### 감독
성남 일화
- K리그 클래식 : 우승 3회 (2001, 2002, 2003)
- AFC 챔피언스리그 : 준우승 1회 (2004)
- FA컵 : 우승 1회 (1999), 준우승 1회 (2000)
- 수퍼컵 : 우승 1회 (2002), 준우승 2회 (2000, 2004)
- 리그컵 : 우승 2회 (2002, 2004), 준우승 1회 (2000)
- A3 챔피언스컵 : 우승 1회 (2004)

### 개인
- K리그 감독상 : 1회(2001)
- AFC 아시아 올해의 감독상 : (2016)
- AFC 황금공로상 : 1회 (2010[3])

## 참고 자료
- 한국 축구계의 명장 스러지다 - 한겨레